# Mit mir nicht, du Knallkopp
Mit mir nicht, du Knallkopp ist eine im Sommer 1982 entstandene deutsche Filmkomödie des Erfolgsduos May Spils (Regie) und Werner Enke (Hauptrolle). Der Film wird 2023 unter dem ursprünglichen Arbeitstitel Aktion Schmetterling neu veröffentlicht werden.

## Handlung
München-Schwabing hat sich seit Zur Sache, Schätzchen verändert. Die Zeiten für den Alt-Schlaffi und ewigen Studenten Charly und seinen Kumpel Herzensbrecher Harry, einst ein Frauenbeglücker wie er im Buche steht, sind längst nicht mehr so goldig, und das Geld liegt nicht mehr auf der Straße – schon gar nicht für einen notorisch arbeitsscheuen Lebensbummler wie Charly. Da kommt Harry auf den „glorreichen“ Einfall, dass Ü-40-Charly es doch auf seine alten Tage mal als Profi-Fußballer versuchen sollte. Der aber kommt hier ausnahmsweise einmal zu einer richtigen Erkenntnis: „Ich kann höchstens bei der Jugendmannschaft vom Altersheim mitspielen“. Ehe man mit der Umsetzung dieser Schnapsidee beginnen kann, geschieht Harry, oder genauer gesagt: Harrys Hund Wurstl, ein folgenreiches Missgeschick. Nach einem durch einen Hobbyjäger verursachten Jagdunfall plumpst das Tier verletzt in die Saale, damals einem deutsch-deutschen Grenzfluss, und wird prompt an die „falsche“ Seite angetrieben: in Thüringen, in der DDR.
Stasi-Agentin Charlotte Schubert nimmt den illegalen Grenzverletzer in Empfang. Die stramm linientreue „Kundschafterin des Volkes“ mit Silberblick und Pagenkopf wird in die Bundesrepublik entsandt, um zwei in München verloren gegangene DDR-Agenten aufzuspüren und wieder „in die Spur“ zu bringen. Denn die beiden kommen nicht mit ihrem Auftrag voran, die natürlich streng geheimen Pläne des Waffenherstellers Dr. Finke, einem bulligen Glatzkopf mit Hitler-Bärtchen, zu stehlen. Der hat nämlich eine um die Ecke schießende Waffe entwickelt, mit der bereits Hund Wastl angeschossen wurde. Finkes Entwicklung der „Wunderwaffe“ ist weit fortgeschritten, und natürlich hat Charlottes Vorgesetzter, SED-Offizier Rufus Schubiak, selbst allergrößtes Interesse daran – „zum Ruhme des Sozialismus“ versteht sich – in den Besitz dieses außergewöhnlichen Schießprügels zu kommen.
Charlottes Anlaufstation in der bayerischen Landeshauptstadt ist die Bleibe Harrys und Charlys, die sie dank Wurstls Halsbands herausgefunden hat. Zwischen Charlotte und Charly, die eigentlich so gar nichts gemein haben, funkt es allmählich. Charly trifft eines Tages im Restaurant, in dem er arbeitet, den Jäger, der Wurstl mit seinem um die Ecke schießenden Gewehr getroffen hatte. Er beschließt, es dem unsympathischen Kapitalisten heimzuzahlen. Nach weiteren amüsanten Verwicklungen überzeugt Charly seine kommunistische Begleiterin, lieber auf Verbrüderung und Umarmung mit dem „Klassenfeind“ zu setzen und, wie einst Greta Garbo als Ninotschka, im Westen zu bleiben. Denn wie sagt der überzeugte Faulenzer und ständig Quatsch machende Charly so schön: „Auf mich kannste dich verlassen. Ich bin immer da, wenn’s mir schlecht geht.“ Und so lässt Charlotte schließlich Partei und Auftrag hinter sich …

## Produktionsnotizen
Mit mir nicht, du Knallkopp (ursprünglicher Arbeitstitel und neuer Titel Aktion Schmetterling) entstand im Sommer 1982 und wurde am 4. März 1983 uraufgeführt. Werner Enke war am Drehbuch unter dem Pseudonym „Peter Schlieper“ beteiligt.
Bei den Dreharbeiten in einer Fußballszene und später bei einer wilden Verfolgungsjagd auf einem 10er-Tandem hatte sich Werner Enke schwere Verletzungen zugezogen mit Krankenhausaufenthalt. Dadurch ergaben sich schwierige spätere Filmarbeiten mit Gipsbein bei der Tandem-Szene und ein monatelanger Ausfall der Dreharbeiten. Aus diesen Gründen wurde der Film in großer Zeitnot fertiggestellt und kam ohne Pressearbeit mit erheblicher Verspätung in die Kinos. Weil die Kino-Termine jedoch fest gebucht waren, konnte der Film aus verleihtechnischen Gründen nur noch wenige Tage laufen und ist deshalb ein bisher ziemlich unbekannter Film von May Spils und Werner Enke.

## Kritiken
„Flotte Sprüche, doppelbödige Gags – das sind die Markenzeichen der Spils/Enke-Produkte. Beides fehlt auch in ihrem neuen Werk nicht (…) Eine Chance, auszuruhen, hat man bei diesem Gag-Feuerwerk kaum. Die Humor-Chaoten Spils und Enke haben einen erfrischend-deftigen Komödien-Eintopf mit allen Derb-, Fein- und Verrücktheiten angerührt, ein Film, aus dem man völlig erschöpft herauskommt.“

„Ein bayerischer Abgeordneter, im Nebenberuf Waffenschieber, erfindet ein automatisch treffendes Gewehr, das der Zwillingsbruder aus der DDR in seinen Besitz zu bringen versucht. Die wirre, sozialkritisch angehauchte Story dient dem einstmals so erfolgreichen Duo Spils/Enke (‚Zur Sache, Schätzchen‘) als Vehikel für müde bis peinliche Kalauer.“

„Und auch wenn man versteht, dass ein trotzig-kindisches Slapstickgewitter auf Kopfschütteln stieß, als zeitgleich Margarethe von Trotta und Wim Wenders ihre Geschichten mit Ernsthaftigkeit vortrugen: Heute fällt einem neben den Spitzensprüchen vor allem die wahnwitzige körperliche Sitcom-Qualität Enkes auf, der geradezu durch den Film turnt. Er spielt Quatsch-Fußball und Quatsch-Billard, er fährt Quatsch-Tandem, und wahrscheinlich liegt es nur an der hierzulande leider fehlenden Tati-de-Funès-Tradition, dass Knallkopp noch nicht wiederentdeckt wurde. Er hat es nämlich dringend verdient.“